# American Dad!
American Dad é uma sitcom de animação norte-americana criada por Seth MacFarlane, Mike Barker, e Matt Weitzman para a Fox Broadcasting Company em 2005. MacFarlane contribui com as vozes de Stan e Roger, dois dos personagens principais da série.
O enredo da série é focado na família Smith, que consiste nos pais Stan e Francine; os filhos Hayley e Steve; o peixe antropomórfico Klaus; além do extraterrestre Roger.
American Dad! já foi nomeada para dois Primetime Emmy Awards e dois Annie Awards embora seja criticada por alguns grupos de vigilância, como o Parents Television Council. Desde sua estreia em 6 de fevereiro de 2005, foram emitidos 228 episódios.
Em 16 de julho de 2013, foi anunciado que a série seria movida para a emissora de televisão por assinatura TBS, onde a temporada teria 15 episódios que seriam emitidos a partir de julho de 2014. Em julho de 2014, a série foi trazida de volta à FOX.
No Brasil, a série atualmente é exibida pelo canal pago FX Brasil, no bloco Não Perturbe!, e mais tarde numa versão dublada pelo canal aberto Rede Globo. Em Portugal, é atualmente exibida pelo canal pago FOX Comedy e estreou pela 1.ª vez na televisão portuguesa pelo canal FOX Portugal a 3 de dezembro de 2006.

## Produção

### História inicial

Roger (à esquerda) e Stan (à direita) no primeiro episódio contendo a nova abertura, "1600 Candles", estreia da quarta temporada.

American Dad! foi originalmente emitido pela primeira vez trinta minutos após o Super Bowl XXXIX, sucedendo um episódio de The Simpsons. O show foi assistido por 15 milhões de espectadores (22 milhões em geral). Retornou em 1 de maio de 2005, após a volta de "Family Guy", com o episódio "Threat Levels", que foi assistido por mais de 9 milhões de espectadores.

### Sequência de abertura
American Dad! apresenta uma piada recorrente que é alterada de acordo com o episódio. Em suas temporadas iniciais, a manchete do jornal era alterada a cada episódio, geralmente com uma brincadeira, tópica satírica dirigida ao Governo dos Estados Unidos, a mídia, ou assuntos atuais. A partir da 4.ª temporada, a sequência de abertura muda, com a piada do jornal sendo substituída pelos diversos disfarces diferentes de Roger.

## Cruzamentos com Family Guy
Family Guy
Certos personagens e locais foram caracterizados em cruzamentos em alguns episódios de Family Guy, outra comédia de animação criada e produzida por Seth MacFarlane.
- "Meet the Quagmires": Roger faz uma participação especial no último minuto na casa dos Griffins perguntando: "Quem comeu todas as nozes-pecãs?". Sua fala é uma referência a uma frase que ele disse no início de American Dad!, no episódio piloto, perguntando a Francine se ela comprou nozes-pecãs quando ela saiu para fazer compras.
- "Blue Harvest": Roger aparece na cena da cantina socializando e bebendo vinho tinto com um copo em cada mão.
- "Lois Kills Stewie": Stan e Avery aparecem na Casa Branca tentando impedir Stewie de tentar tomar o controle do país. Stewie chama Stan de Joe e ele responde dizendo ''Ei, eu sou o Stan!''. Stewie depois diz que Stan ''se parece com alguém que ele conhece''.
- "The Man With Two Brians": Carol Alt disse que foi ridicularizada em um episódio de "The Family Man", aludindo ao Family Guy, que ela indaga "o que tem o peixe?". Ela é, então, informada "que não é American Boy", aludindo a American Dad! e às semelhanças entre ambos Family Guy e American Dad!.
- "Three Kings": Peter fecha o episódio, referindo-se a American Dad como "o que quer que a FOX esteja inventando".
- ''Bigfat'': Peter e sua família vão jantar na casa de Stan. Lá Peter confunde Stan com Joe e depois se desentende com Roger e é morto a tiros por ele. Logo em seguida, Peter descobre que tudo não passou de um sonho.
- "The Simpsons Guy": Na parte em que Homer e Peter brigam no disco voador aparece Roger dizendo "Fomos acampar juntos".

## Personagens
Personagens principais
Stan Smith é o personagem principal, um agente de campo da CIA há 20 anos. Geralmente é muito nervoso, o que o faz tomar decisões erradas, como no episódio em que Stan corta o cabelo de Hayley porque ela quis pintá-lo de verde, o que gera várias consequências; Hayley, inclusive, vira stripper. Outra grande característica é que ele é muito paranoico: uma vez matou um cachorro a tiros achando que era Osama Bin Laden sem falar em seu profundo machismo. Porém, às vezes (só no final de cada episódio) se comporta sensatamente, e seu gênero de música favorito é o country.
Francine Smith é uma dona de casa, esposa de Stan Smith e mãe de Hayley e Steve Smith. Normalmente é super chorona, e quase em todos os episódios tenta ser uma boa esposa, e é super protetora com o filho caçula, Steve.
Hayley Smith é a filha mais velha de Stan e Francine Smith. É adolescente e revoltada contra o regime sufocante de Stan; também é uma grande defensora dos direitos humanos (houve um episódio em que ela defendia mendigos do próprio Stan). Ela também tem um senso de liberdade muito grande (em relação a seu pai, quer se ver livre dele). Hayley é casada com Jeff, que é meio bobo e tem um jeito farrista de ser. Apesar de em alguns momentos, Hayley percebe que Jeff é um idiota, mas ela ainda o ama.
Steve Smith é o filho caçula da família Smith, é super protegido por sua mãe, Francine. É um nerd, que em alguns episódios tenta perder a sua virgindade. Sua irmã Hayley, zomba dele quase em todos episódios, e é o melhor amigo do ET Roger, onde quase vive várias aventuras na série.
Roger é um ET salvo da área 51 e o melhor amigo de Steve. É sarcástico e incrivelmente vaidoso, além de ingênuo. Muitas vezes possui distúrbios emocionais, o que acaba estragando os planos de Steve de conseguir garotas. Em um episódio que Steve Smith pergunta a Roger se tem poderes ele diz que ainda tem que descobrir, porém mais na frente no mesmo episódio descobre-se que ele pode excretar dejetos de ouro, com rubis e esmeraldas incrustados. Posteriormente, descobre-se que este objeto serve como combustível para a nave espacial de Roger, uma referência a Futurama. Ao longo da série, ele mostra outras habilidades como ser imune ao fogo e frio, além de criar uma espécie de ligação com outros seres vivos (ele liga-se com Stan e passa a ter todas as suas memórias em certo episódio. Roger usa também uma série de fantasias, criando com elas várias personagens diferentes, cada uma delas com um história.
Klaus Heissler é um esquiador olímpico da Alemanha Oriental. Para evitar que Klaus ganhasse a medalha de ouro nos jogos olímpicos Stan troca seu cérebro com um peixe dourado. Klaus tem uma obsessão sexual por Francine, esposa de Stan. Klaus é ignorado e esquecido inúmeras vezes pela família.

## Personagens secundários

### Jeff Fisher
Jeff mora numa van toda decorada com unicórnios cor-de-rosa e cavalos correndo em um fundo com um arco-íris. Apesar de tudo, tem bom coração e também é muito leal aos amigos (incluindo Stan, que de vez em quando bate nele quando algo acontece  com Hayley).

### Schmuley "Snot" Lonstein
Schumuley Snot é amigo de Steve. Ele é magro e tem um bigode ralo e espinhas. Assim como os outros amigos de Steve, não tinha chances com mulheres até o episódio "Of Ice and Men", em que os quatro amigos disputavam uma garota russa, Svetlana, para ver quem conseguia casar com ela. Snot venceu e vive com ela hoje. Ele tem uma mãe, Lonski. É judeu,e come hambúrguer.

### Barry Robinson
Barry é outro amigo de Steve. É clinicamente insano e cientificamente retardado, além de ter um nível avançado de obesidade. Ele tem uma genialidade criminal maluca e, quando não esta drogado, ele é muito bom em manipulação emocional. Em um episódio Barry prova ser um gênio ao demonstrar que sabe contar cartas, o que rende ao diretor da escola, Lewis, muito dinheiro.

### Os Memari
Os Memari são vizinhos da família Smith eles vieram de Cleveland sua primeira aparição foi em "homelands security" são iranianos e Stan tem séria desconfiança de eles serem terroristas (ele prendeu eles em seu quintal junto com toda a vizinhança achando que era uma conspiração).

### Jack Smith
Jack Smith é o verdadeiro pai de Stan. Para a maior parte de sua vida, Stan acreditava que seu pai seja um agente secreto em "Con Heir". Na realidade, ele era um ladrão de jóias. Depois que o homem Stan paga para fingir ser seu pai morreu, o vovô Smith, o Jack caiu na real sobre a família. Roger desenvolveu um "esmagamento menino", em Jack, mas os outros membros da família estavam desconfiados dele, Roger, mesmo indo tão longe como se vestir como ele e mantendo Francine trancado em uma jaula, porque Jack colocou lá dentro. Jack tem cabelos grisalhos e está com falta de um olho, com base na aparência tradicional da Marvel Comics 'super-espião Nick Fury, mas lembra Stan Smith; Roger compará-lo a Kurt Russell O personagem Snake Plissken de Fuga de Nova York e Escape from LA.

### Betty Smith
Betty Smith é a mãe de Stan. Depois que seu marido Jack os abandonou, Stan teve que tomar conta de Betty começou a depender artificialmente de Stan. No entanto, esta dependência começou a evoluir ao ponto de Stan sequestrar todos os namorados de sua mãe, com medo deles ferirem os sentimentos dela, e os jogava em uma ilha desconhecida. Mais tarde ela se casa com Hércules, um açougueiro viúvo grego que ela encontra através Francine, Stan e diz que nem ela nem Stan necessidade de depender de um outro que já fiz, terminando sua protectiveness obsessivo dela. Stan aceita que Betty evoluiu e aceita seu casamento. No episódio " American Stepdad", Betty fica viúva e se apaixona por um dos alter-egos de Roger, mas ela tenta matá-lo para mostrar à Stan que pode se virar sozinha. Betty se mudou para a França e ainda é inconsciente de ações anteriores do Stan, e todos os seus pretendentes anteriores se mantêm em uma ilha deserta perto da Grécia.

### Nicolas Smith
Nicolas Smith No episódio "Meter Made", é revelado que Stan tem um meio-irmão que vive no Centro-Oeste. Pouco se sabe sobre ele, outros que ele não gosta de ser chamado de "bro" por Stan, uma piada escrita quebrar a parede do quarto que foi originalmente usado no início do episódio, quando Francine chama sua irmã "sis" e em seguida, comentando que ela Não sei por que ela chamou-lhe que, dizendo que se sente "expositivos". Em "Jack's Back" é revelado que Nicholas é o meio-irmão de Jack que manteve de Betty e Stan toda a vida. Durante toda a sua vida Stan achava-se mais rico do que o irmão. No entanto num episódio, em que a família Smith visita a família de Nicolas, no dia de Ação de Graças, descobre-se que ele é muito rico.

### Gwen Ling
Gwen Ling é a irmã adotiva de Francine que é frequentemente mencionada. Ela foi mencionada pela primeira vez no "Lincoln Lover". Depois de Stan conhece os pais verdadeiros Francine, ele tenta manipular Francine em querer conhecê-los e repudiar Baba e Mama, que ele faz tanto sucesso, quando ele mostra Francine o testamento de seus pais adotivos, em que tudo é deixado para Gwen. No final do episódio é revelado que Mama e Baba pensam que Gwen é uma idiota e precisará de toda a herança, enquanto Francine é inteligente e não vai precisaria dela. Durante uma piada, indica-se que Gwen é três anos mais nova que Francine.
Stan aparentemente cobiça Gwen, a quem repetidamente chama de "hot" (atraente; sexy, em português). Stan uma vez questionou se ele deveria levá-la casada com Greg e Terry Francine diz que não é uma boa ideia, porque eles são, obviamente gays, embora Stan apenas pensa que é porque ela é muito quente para eles (embora mais tarde ele descobre a verdade).

### Toshi Yoshida
Toshi é um garoto normal Nippo-Americano, e Parte Do Grupo Do Steve Smith e apenas fala Japonês, apesar de não se saber se Steve consegue percebê-lo, e vice versa. Ao que parece, Toshi percebe Inglês, no entanto, não o fala.
Não tem paciência com as brincadeiras de Steve e frequentemente se irrita com o mesmo, mas, aparentemente, não o suficiente para o magoar fisicamente.
Pouco se sabe sobre os pais de Toshi, mas algumas referências foram feitas em vários episódios. A mãe de Toshi sabe falar Ingles, e têm uma irmã chamada Akiko, que também consegue falar Inglês. No Episódio Weiner of our discontent Steve insultou Toshi pegando nos pauzinhos chineses e fazendo uma cara de foca deles.
Passatempos:
Toshi tem o dom do "Origami", e também sabe tocar maracas e baixo. Também é um talentoso artista. No episódio Shallow Vows . ele pinta um quadro onde aparecem Hayley e Steve.

## Elenco
- Seth MacFarlane como Stan Smith e Roger Smith
- Wendy Schaal como Francine Smith
- Scott Grimes como Steve Smith
- Rachael MacFarlane como Hayley Smith
- Dee Bradley Baker como Klaus Heissler

|                         |                |              |                    |                   |
| Seth MacFarlane         | Wendy Schaal   | Scott Grimes | Rachael MacFarlane | Dee Bradley Baker |
| Stan Smith, Roger Smith | Francine Smith | Steve Smith  | Hayley Smith       | Klaus Heissler    |

### Dubladores
Brasil
- Stan Smith - Afonso Amajones / Fábio Azevedo (apenas na 11 temporada)
- Francine Smith - Maralisi Tartarine (1.ª até o falecimento dela em 2014)[10]/ Cecília Lemes (desde o episódio 10.14)
- Steve Smith - Wendel Bezerra (1.ª até parte da 7.ª temporada)/ Alex Minei (desde a 8 temporada)
- Hayley Smith - Márcia Regina
- Roger - Fábio Moura
- Klaus Heissler - Ivo Roberto/ César Tunas (2.ª voz, 13.º temp em diante])
- Diretor Avery Bullock: Luiz Carlos de Moraes
- Terry Bates: Leonardo Camilo/ Rodrigo Araújo/ Fabricio Rinaldi
- Greg Corbin: Felipe Grinnan/ Fernando Prata
- Reginald Koala: Paulo Porto e Silvio Giraldi
- Jeff Smith: Élcio Sodré
- Principal Lewis: Mauro Castro e Guilherme Lopes

### Prêmios e nomeações
| Ano  | Prêmio                | Categoria                                              | Nomeação para                                                               | Resultado |
| ---- | --------------------- | ------------------------------------------------------ | --------------------------------------------------------------------------- | --------- |
| 2005 | Teen Choice Awards    | Choice Summer Series                                   | American Dad!                                                               | Indicado  |
| 2005 | Teen Choice Awards    | Choice V-Cast                                          | American Dad!                                                               | Indicado  |
| 2006 | Golden Reel Award     | Melhor Edição de Som em uma série de televisão animada | American Dad! para o episódio "Homeland Insecurity" (1.6)                   | Indicado  |
| 2006 | Teen Choice Awards    | Choice TV: Série animada                               | American Dad!                                                               | Indicado  |
| 2007 | Teen Choice Awards    | Choice TV: Série animada                               | American Dad!                                                               | Indicado  |
| 2007 | Annie Awards          | Melhor Roteiro em uma produção animada de televisão    | Dan Vebber para o episódio "The American Dad After School Special" (2.2)    | Indicado  |
| 2007 | GLAAD Media Award     | Outstanding Individual Episode                         | Para o episódio "Lincoln Lover" (2.4)                                       | Indicado  |
| 2007 | Golden Reel Award     | Melhor Edição de Som em uma série de televisão animada | American Dad! para o episódio "Dungeon and Wagons" (2.5)                    | Indicado  |
| 2008 | Teen Choice Awards    | Choice TV: Série animada                               | American Dad!                                                               | Indicado  |
| 2009 | Prism Award           | Episódio de comédia                                    | Para o episódio "Spring Break-Up" (3.16)                                    | Indicado  |
| 2009 | Primetime Emmy Awards | Melhor programa animado                                | American Dad! para o episódio "1600 Candles" (4.1)                          | Indicado  |
| 2009 | Teen Choice Awards    | Choice TV: Série animada                               | American Dad!                                                               | Indicado  |
| 2010 | Annie Awards          | Diretor de Produção de Televisão                       | Pam Cooke e Jansen Lee para o episódio "Brains, Brains & Automobiles" (5.4) | Indicado  |
| 2010 | Artios                | Excelência em Fundição                                 | Linda Lamontagne                                                            | Indicado  |
| 2010 | Teen Choice Awards    | Choice TV: Série animada                               | American Dad!                                                               | Indicado  |
| 2011 | Teen Choice Awards    | Choice TV: Série animada                               | American Dad!                                                               | Indicado  |
| 2012 | Primetime Emmy Awards | Melhor programa animado                                | American Dad! para o episódio "Hot Water" (7.1)                             | Indicado  |